# Colline aux Oiseaux
La colline aux oiseaux de Caen est un espace vert de 17 hectares situé au nord du boulevard périphérique de la ville, dans le quartier de la Folie Couvrechef et à proximité immédiate du Mémorial pour la paix. Il a été inauguré en 1994.

## Histoire
En 1923, la municipalité achète un terrain au sud du hameau de la Folie afin d'y implanter une décharge. Pendant cinquante ans, les ordures ménagères de la ville y sont déchargées et deux collines de 35 et 25 mètres se forment progressivement. Après la Seconde Guerre mondiale, de nouveaux quartiers, comme le Chemin Vert ou la Folie-Couvrechef, sont créés dans la périphérie de Caen afin de faire face à une importante croissance démographique et la décharge se trouve bientôt aux portes de la ville. En janvier 1973, l'incinérateur de déchets de Colombelles est mis en service et Franck Duncombe, nommé en 1971 maire-adjoint à l’environnement, décide de transformer l'ancienne décharge, rendue inutile par ce nouvel équipement, en jardin public.
Le site est finalement inauguré en 1994 à l'occasion de la commémoration du 50e anniversaire du Débarquement. La valorisation originale et réussie en fait un lieu privilégié par les familles. Le parc est prolongé à l'est par la vallée du Mémorial, espace vert aménagé dans d'anciennes carrières de pierre de Caen.

## Composantes
- La grande roseraie.
- Le labyrinthe.
- La Normandie miniature.
- Le jardin des villes jumelles.
  - Jardin franconien
  - Jardin du Devon
  - Jardin de Thiès
  - Jardin d'Alexandria
- Le panorama
- L'enclos animalier (chèvres).
- Le parc animalier (races domestiques régionales)
- Le jardin de France contient plusieurs jardins de villes de la région parmi lesquels :
  - Jardin de Deauville
  - Jardin d'Hérouville-Saint-Clair

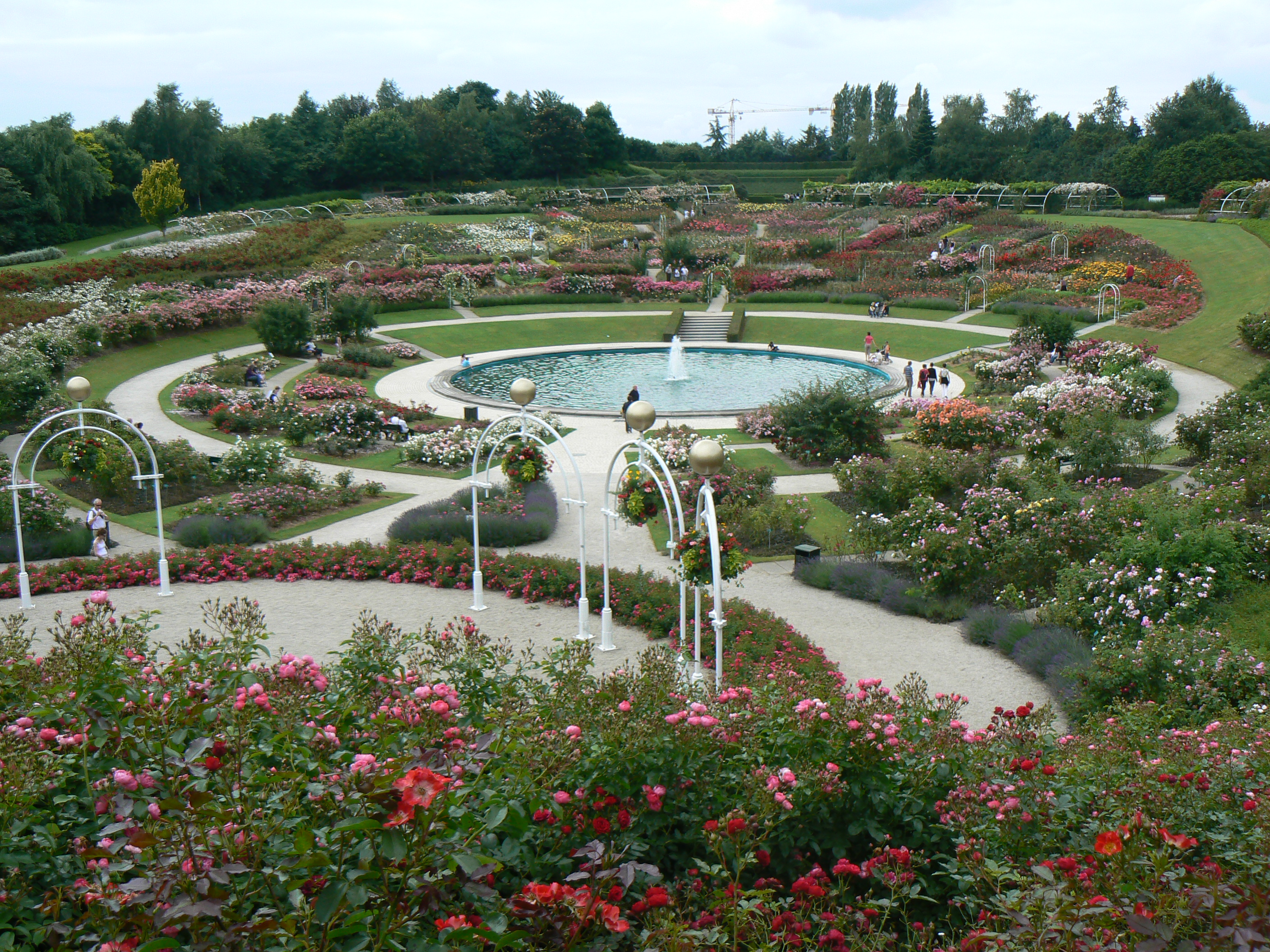
La roseraie
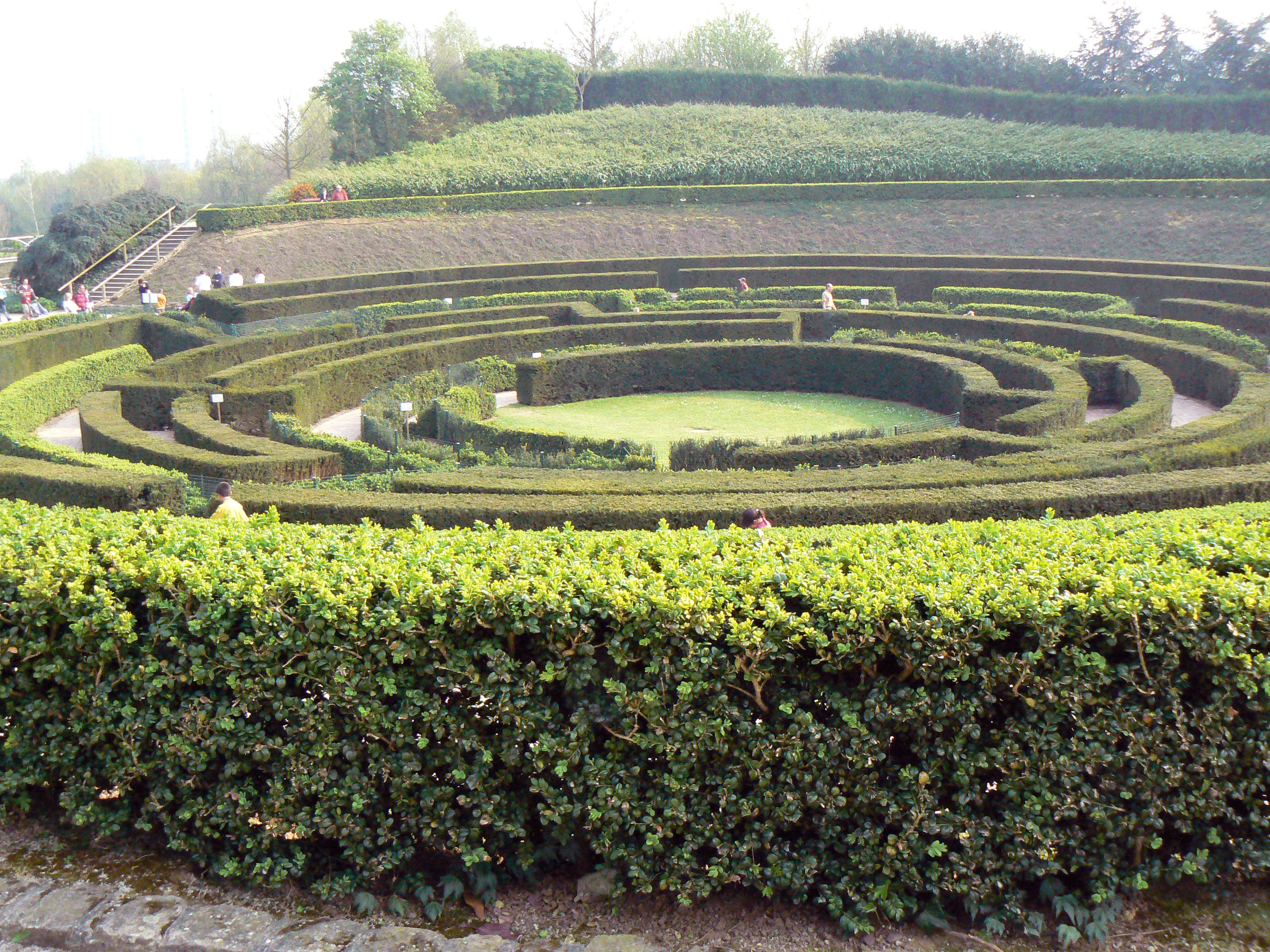
Le labyrinthe végétal
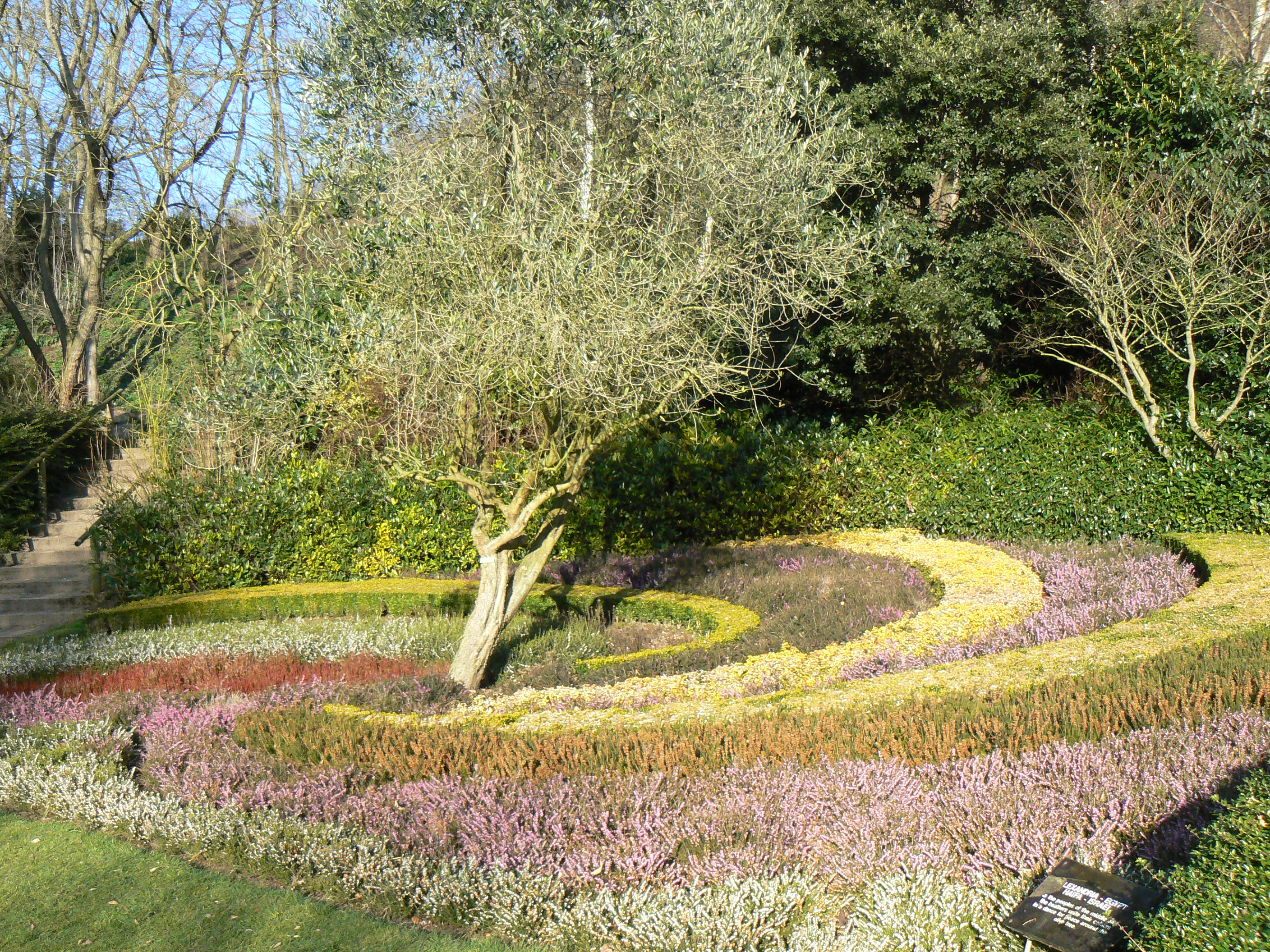
Le jardin d'Alexandria
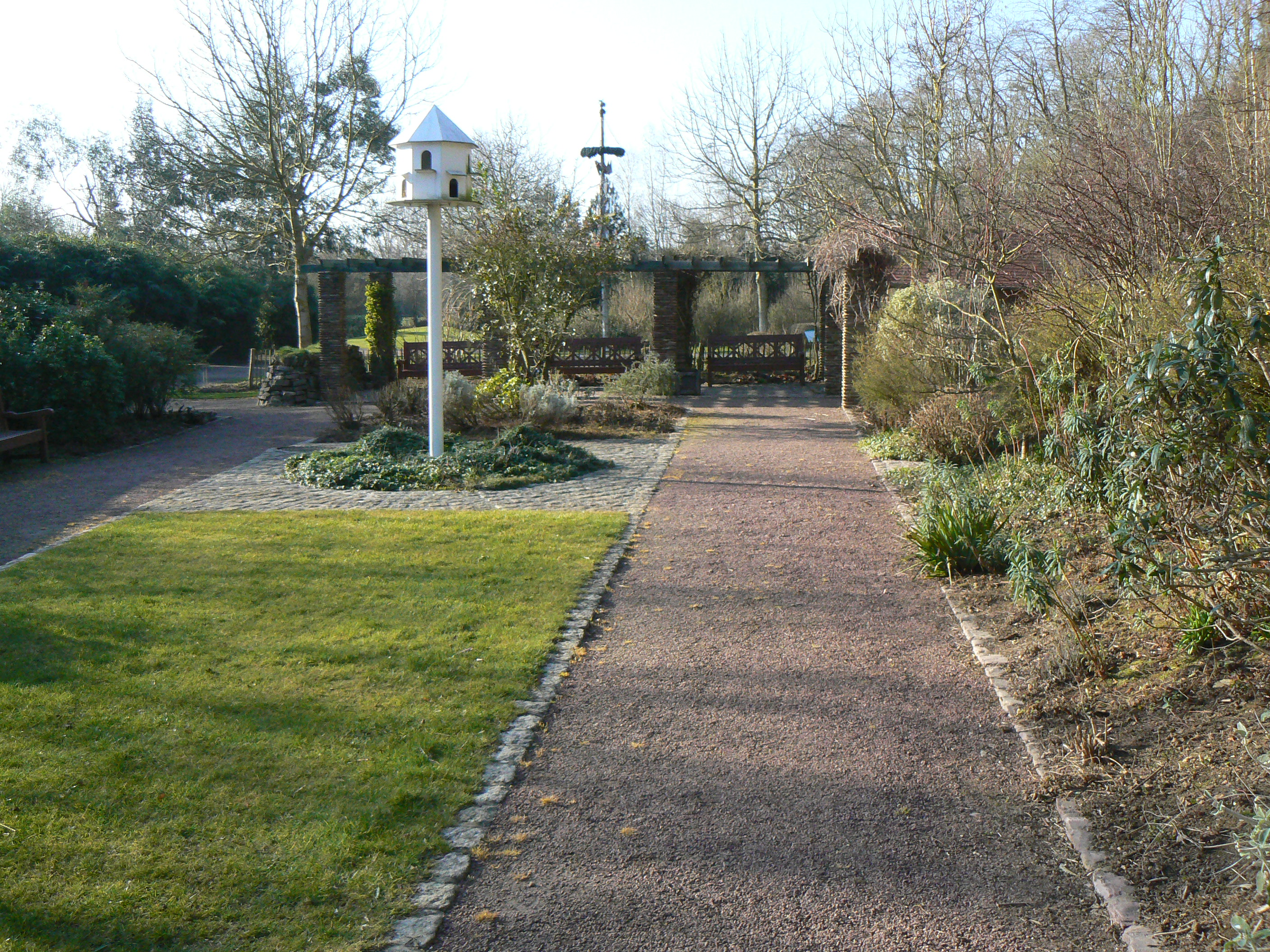
Le jardin du Devon
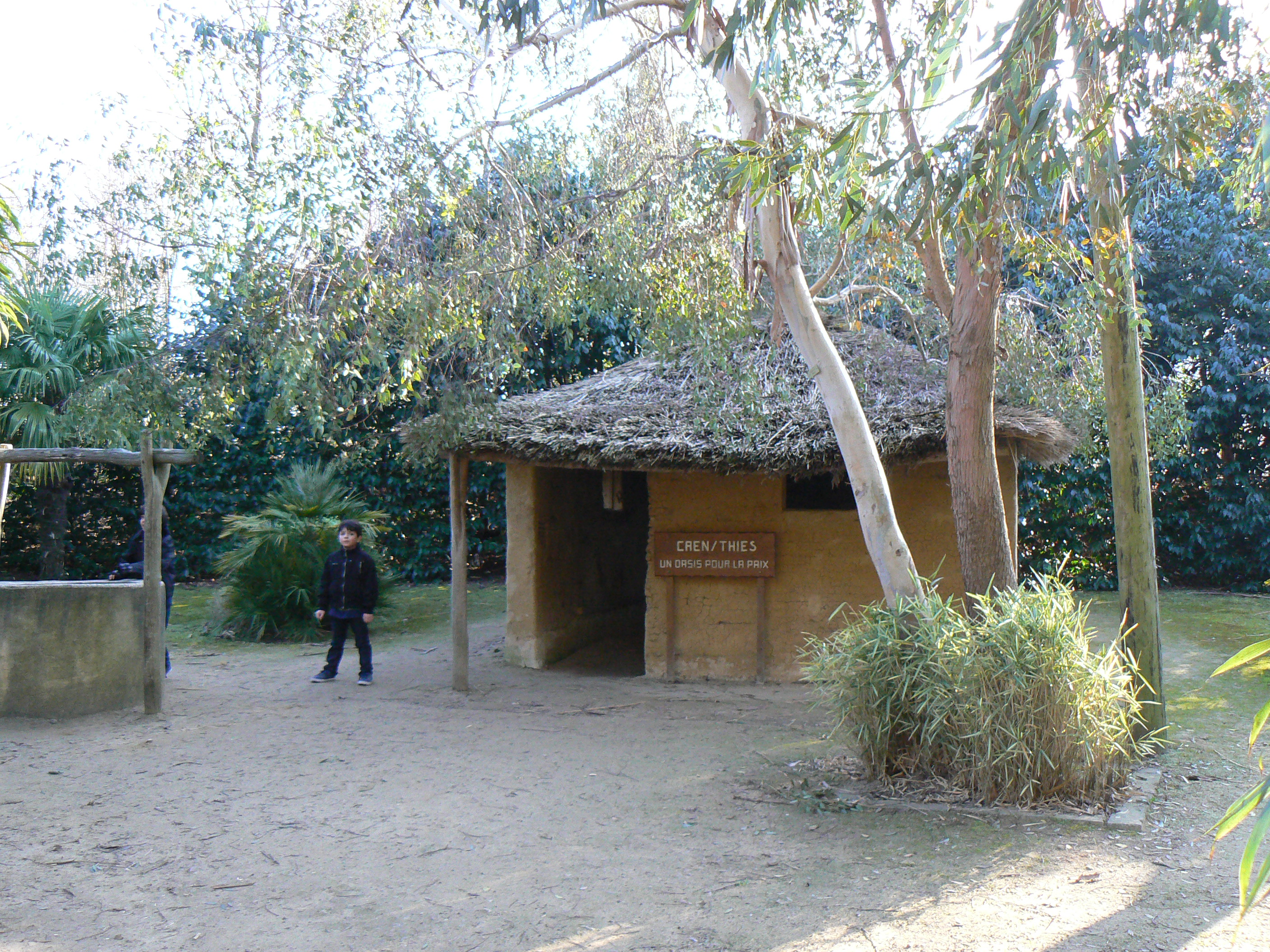
Le jardin de Thiès
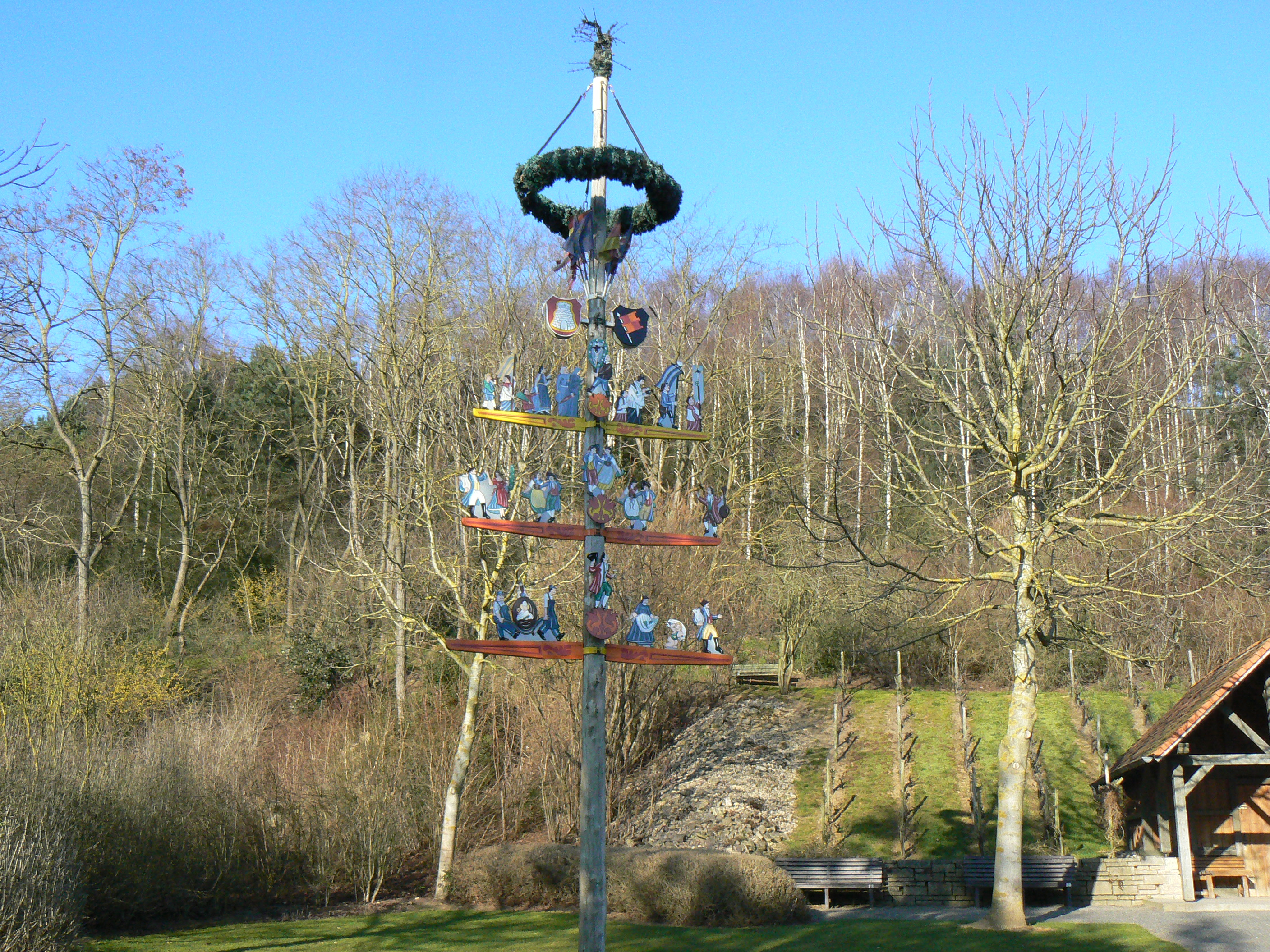
Le jardin franconien
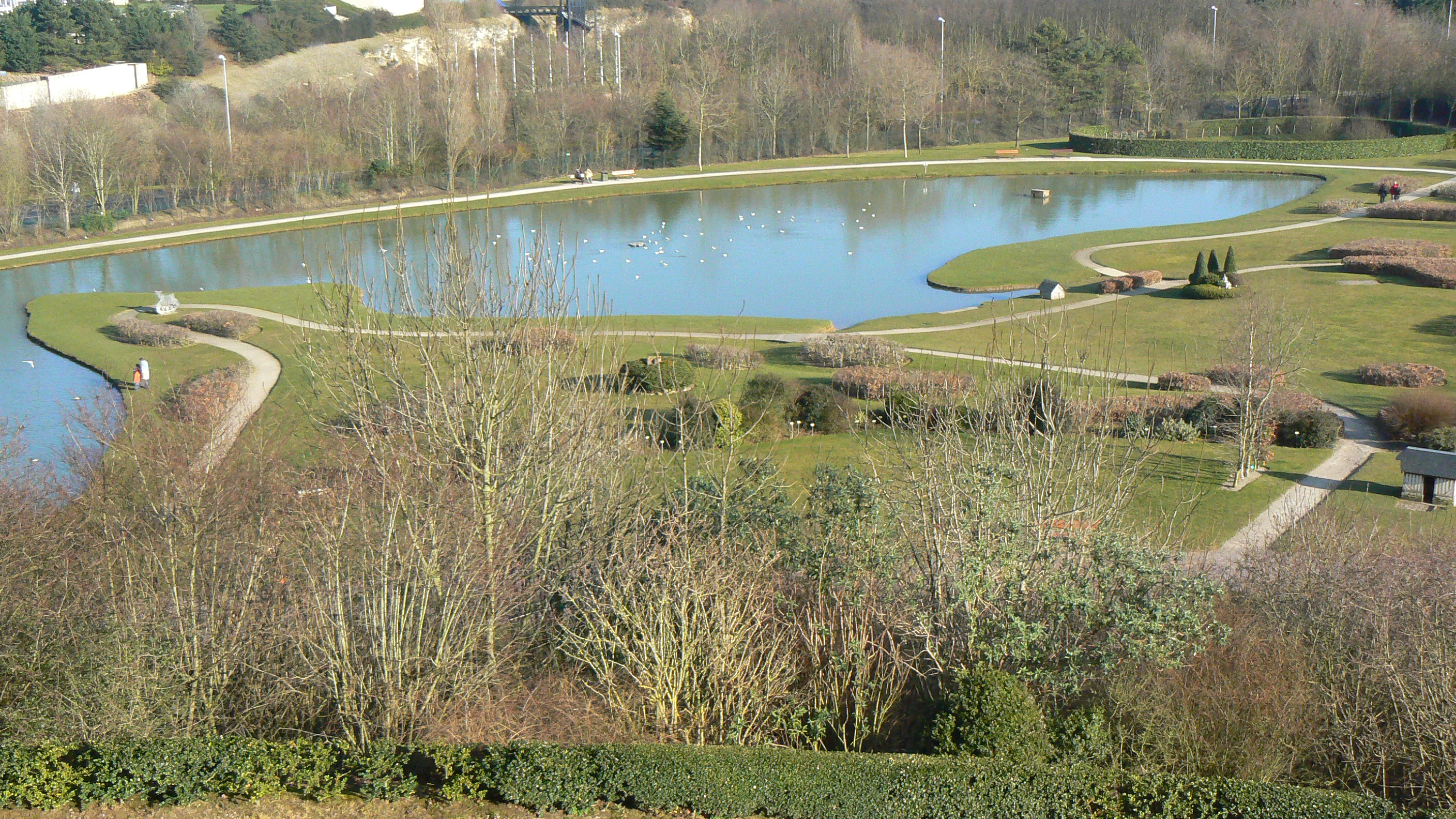
La Normandie miniature